# Excerchi
Dato un triangolo ABC, considerate le bisettrici esterne di due dei suoi angoli e quella interna del terzo, queste concorrono in uno stesso punto che prende il nome di excentro, considerando adesso altre due bisettrici esterne e una interna otteniamo un altro excentro, procedendo in modo analogo si determina un terzo excentro, si può quindi concludere che un triangolo possiede tre excentri. Questi punti sono i centri di tre cerchi, tangenti esternamente a due lati del triangolo e internamente al terzo, che prendono il nome di excerchi.

## Circonferenza ex-inscritta
Una circonferenza ex-inscritta a un triangolo è una circonferenza tangente a un lato e ai prolungamenti degli altri due.
Ogni triangolo ammette dunque tre circonferenze ex-inscritte, il raggio delle quali è noto come ex-raggio.

## Ex-raggio
L'ex-raggio è il raggio di una circonferenza ex-inscritta a un triangolo.
Con {\displaystyle r_{a}} si indica il raggio della circonferenza ex-inscritta tangente il lato {\displaystyle a} e i prolungamenti dei lati {\displaystyle b} e {\displaystyle c} di un triangolo, similmente per {\displaystyle r_{b}} e {\displaystyle r_{c}}

### Formulario
Indicando il perimetro con {\displaystyle 2p=a+b+c} e l'area con {\displaystyle S} si ha:
- {\displaystyle r_{a}={\frac {S}{p-a}}=p\tan {\frac {\alpha }{2}}}
- {\displaystyle r_{b}={\frac {S}{p-b}}=p\tan {\frac {\beta }{2}}}
- {\displaystyle r_{c}={\frac {S}{p-c}}=p\tan {\frac {\gamma }{2}}}

Inoltre
- {\displaystyle S={\sqrt {rr_{a}r_{b}r_{c}}}}
- {\displaystyle {\frac {1}{r}}={\frac {1}{r_{a}}}+{\frac {1}{r_{b}}}+{\frac {1}{r_{c}}}}

## Excentro

In blu le tre circonferenze exinscritte, aventi centro nei tre excentri del triangolo.

Dato un triangolo T, la bisettrice del suo angolo interno corrispondente a un vertice A interseca entrambe le bisettrici dei due angoli esterni relativi agli altri due vertici di T B e C in un unico punto, detto excentro del triangolo opposto ad A. Ogni triangolo ha perciò tre excentri. L'excentro opposto ad A è il centro della cosiddetta circonferenza exscritta di T opposta ad A, ovvero della circonferenza del cosiddetto excerchio di T opposto ad A: questa circonferenza è tangente al lato a del triangolo opposto ad A e ai prolungamenti degli altri due, cioè alle rette definite da A e B e da A e C rispettivamente. Il raggio dell'excerchio opposto ad A viene chiamato exraggio di T opposto ad A. Un triangolo possiede quindi anche tre circonferenze exscritte, tre excerchi e tre exraggi; di questi due coincidono se e solo se il triangolo è isoscele e tre coincidono se il triangolo è equilatero.

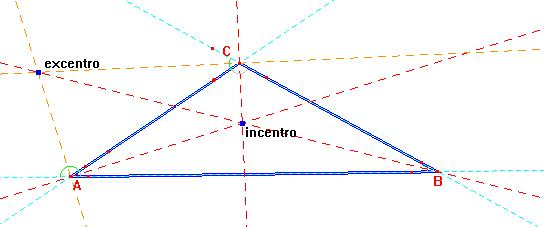
È evidenziato uno dei tre excentri del triangolo, quello opposto al vertice B.